# Anulowanie wiadomości
Anulowanie wiadomości – wycofanie wiadomości na grupach dyskusyjnych z serwerów NNTP. Odbywa się to przez wysłanie specjalnej wiadomości anulującej zwanej potocznie cancelem (ang. cancel message). 

## Format i działanie
Wiadomość anulująca musi w nagłówku zawierać pole o nazwie "Control" i treści zawierającej słowo cancel i Message-ID wiadomości, która ma zostać anulowana.

## Zastosowanie
- Anulowanie wiadomości niedokończonej lub z błędami.
- Anulowanie wiadomości wysłanej na niewłaściwą grupę dyskusyjną.
- Anulowanie wiadomości wysłanej w odpowiedzi pomyłkowo do grupy zamiast do nadawcy oryginalnej wiadomości.
- Anulowanie spamu.
- Anulowanie nadmiernych crosspostów.
- Anulowanie wiadomości wysłanych do grup moderowanych bez aprobaty moderatora.

## Ograniczenia i kontrowersje
- Zgodnie z netykietą należy kasować tylko własne wiadomości. Nieuprawnione anulowanie należy zgłaszać do działu abuse (internet) organizacji właściwej dla osoby popełniającej nadużycie (właściciel serwera grup, właściciel serwera pocztowego, dostawca usług internetowych).
- Wiele serwerów nie pozwala na anulowanie wiadomości, gdyż do tej pory nie ma skutecznej ochrony przed nieuprawnionym anulowaniem wiadomości. Co prawda zaproponowano kilka takich mechanizmów – Cancel-lock i różne formy podpisu cyfrowego, jednak żadna z propozycji nie została powszechnie zaakceptowana i wdrożona w popularnych serwerach NNTP i czytnikach grup dyskusyjnych.